# Isanthrene crabroniformis
Isanthrene crabroniformis là một loài bướm đêm thuộc phân họ Arctiinae, họ Erebidae.